# San Justo (Santa Fe)
San Justo is een plaats in het Argentijnse bestuurlijke gebied San Justo in de provincie Santa Fe. De plaats telt 21.809 inwoners.

## Geboren in San Justo
- Néstor Scotta (1948-2011), voetballer